# Ludwig Becker (Maler, 1914)

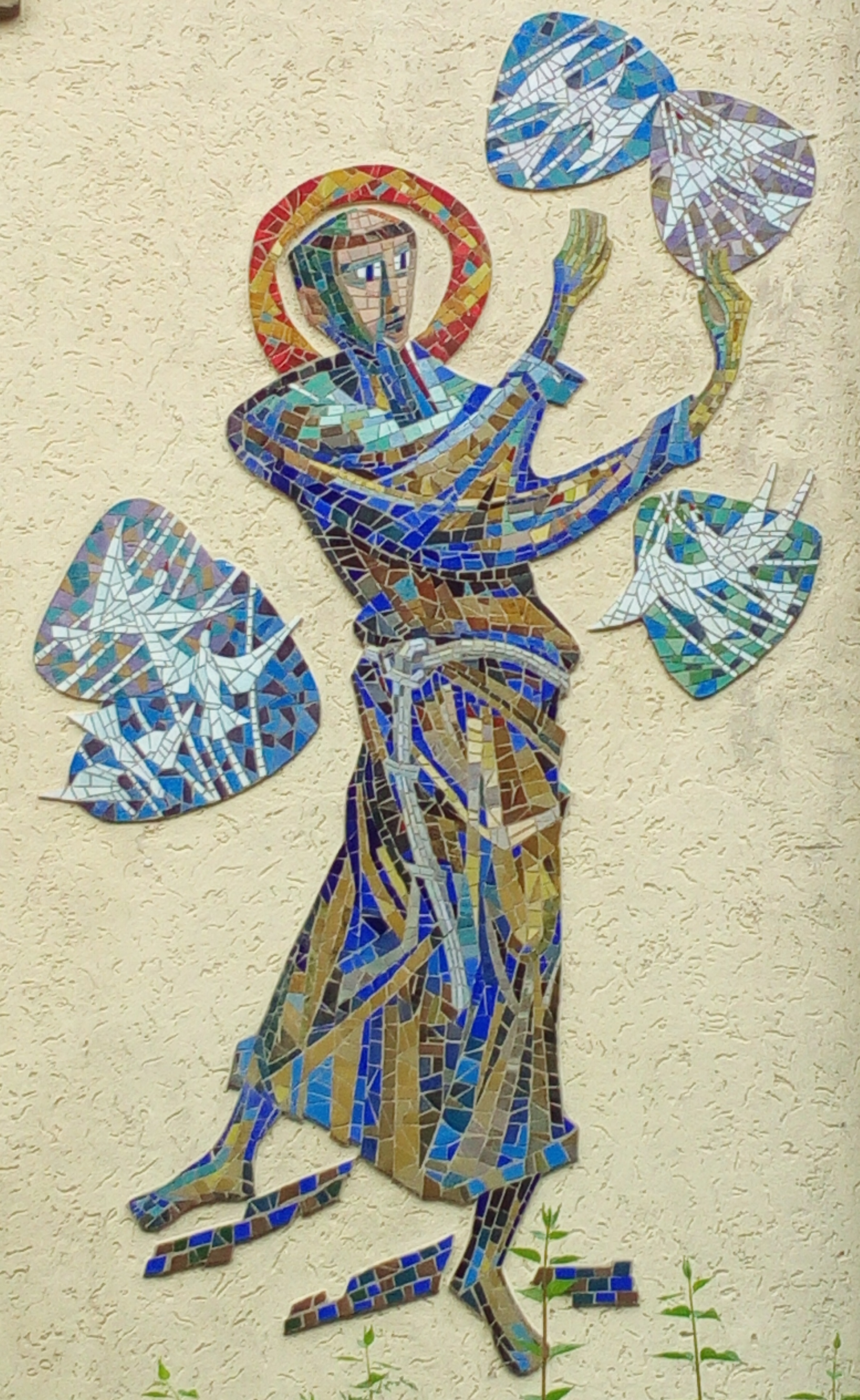
Franziskus-Mosaik von Becker an „Sancta Familia“ Frankfurt am Main (1957)

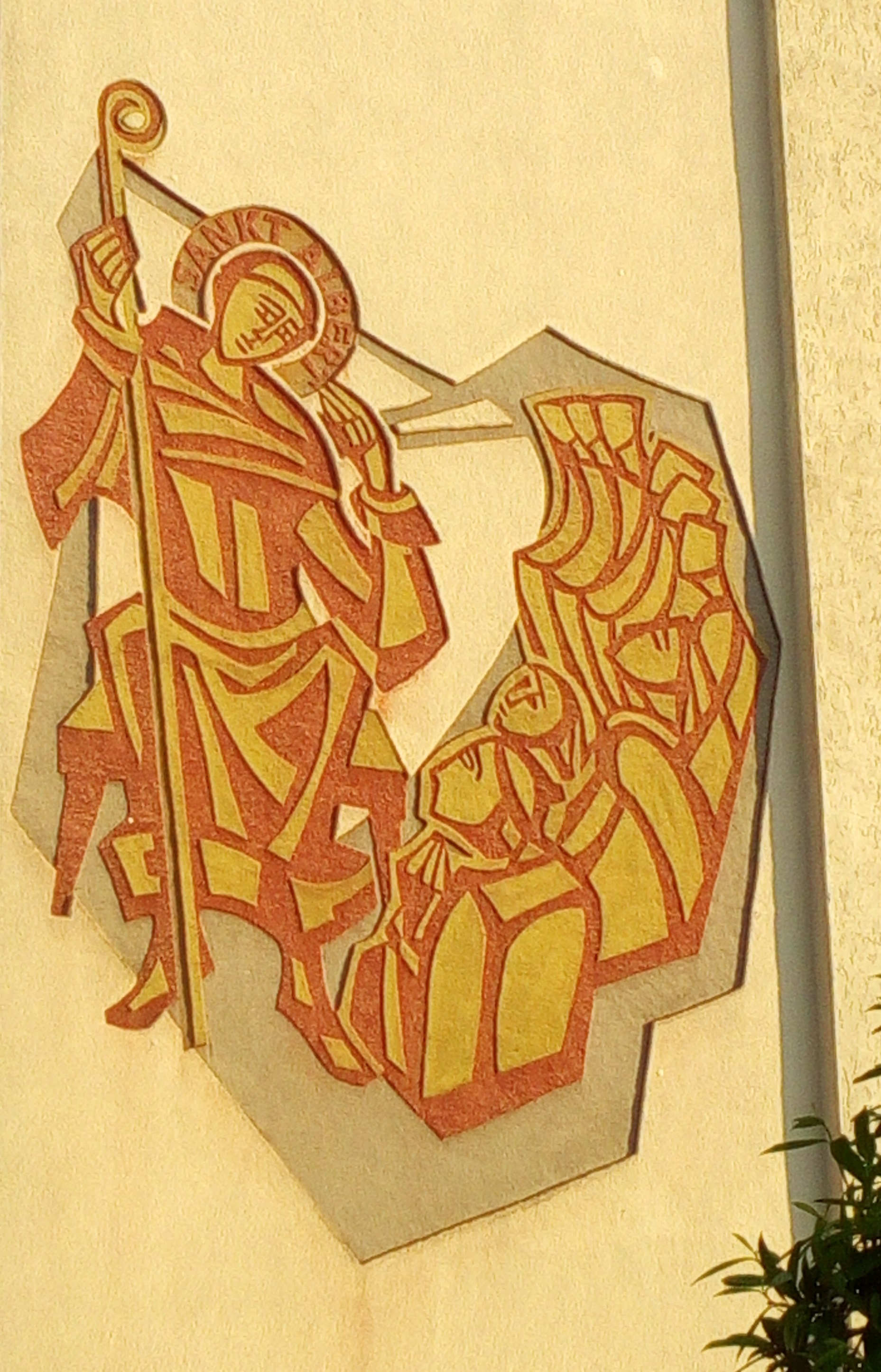
Sgraffito Beckers an „St. Albert“ Frankfurt am main (1958)

Ludwig Becker (* 7. Dezember 1914 in Frankfurt am Main; † 29. Dezember 1971 ebenda) war ein deutscher Maler.

## Leben
Ludwig Becker wuchs gemeinsam mit seinem Zwillingsbruder Bernhard bei den Großeltern in Frankfurt am Main auf. Nach dem Schulabschluss 1929 an der Spohrschule im Frankfurter Nordend war seine erste Ausbildung eine Lehre als Dekorationsmaler, die er 1932 mit der Gesellenprüfung beendete. Von 1933 bis 1938 studierte er an der Städelschule in Frankfurt. Dort war er Meisterschüler von Johann Vincenz Cissarz. Zu dieser Zeit war er, wie auch sein Bruder Bernhard, in der Katholischen Jugend der Gemeinde St. Bernhard in Frankfurt-Bornheim aktiv. Im Jahr 1937 wurde die Gestapo auf Bernhard Becker aufmerksam; er wurde verhaftet und so grausam behandelt, dass er im Dezember 1937 in den Suizid getrieben wurde.
Von 1938 bis 1946 war Ludwig Becker Leiter der Abteilung für künstlerische Web- und Druckgestaltung an der Höheren Fachschule für Textile Flächenkunst in Krefeld, wo er auch Kurse in der Industrie sowie beim Krefelder Volksbildungswerk leitete.
1951 kehrte er nach Frankfurt am Main zurück. Dort wurden Werke von ihm 1952 im Frankfurter Kunstkabinett ausgestellt. Von 1953 bis 1956 unterrichtete er als Fachlehrer an der Gutenberg-Berufsschule für Graphik und raumgestaltendes Gewerbe. Sein besonderes Anliegen war es, das Ansehen der bildenden Kunst in der Gesellschaft zu verbessern. So war er in den Jahren von 1963 bis 1970 Vorsitzender des Berufsverbands Bildender Künstler Frankfurt e. V. und 1968 Gründungsvorstand der Rechte-Verwertungsgesellschaft VG Bild-Kunst.

## Werk
Ludwig Becker war ein vielseitiger Künstler, der die unterschiedlichsten Materialien und Techniken in seinen Werken einsetzte. Außer Aquarellen, Zeichnungen und Ölbildern schuf er zahlreiche Mosaiken, Glasfenster und Sgraffitos. Sein Schaffen war geprägt von seinem katholischen Glauben. Deshalb überwiegt bei seinen Werken die religiöse Kunst. Hier eine Auswahl seiner öffentlich zugänglichen Werke:
- Kreuzweg in der Heilig-Geist-Kirche Frankfurt-Riederwald (1950)
- Kreuzweg in der Liebfrauenkirche (Frankfurt am Main) (2018/19 freigelegt und restauriert)[7]
- Flechtwerkmosaike und die Darstellung Luft, Erde, Wasser am Haus Domplatz 8–10 (1954)
- Mosaik des hl. Franziskus an der Kindertagesstätte der Gemeinde Sancta Familia Frankfurt-Ginnheim (1957)
- Sgraffito an der Kirche St. Albert in Frankfurt am Main (1958)
- Mosaik in der Philippsquelle Bad Orb (1960)
- Expressiver Kreuzweg mit großformatigen Tafeln im Erweiterungsbau der Barockkirche Sankt Vitus (Oberhöchstadt), Stadtteil von Kronberg (1961)
- Glasfenster ‚Lebensbaum’ in der Kirche St. Josef Korbach (1967)